# Brett Oberholtzer
Brett Oberholtzer (né le 1er juillet 1989 à Christiana, Delaware, États-Unis) est un lanceur gaucher de la Ligue majeure de baseball.

## Carrière

### Astros de Houston
Brett Oberholtzer est repêché au 47e tour de sélection par les Mariners de Seattle en 2007 mais ne signe pas de contrat avec le club. Il s'engage avec les Braves d'Atlanta, qui en font un choix de 8e ronde en 2008. À sa 4e année en ligues mineures dans l'organisation des Braves, Oberholtzer est avec les droitiers Paul Clemens et Juan Abreu l'un des trois lanceurs d'avenir qu'Atlanta cède aux Astros de Houston avec le voltigeur Jordan Schafer pour obtenir en retour le voltigeur étoile Michael Bourn le 31 juillet 2011.
Lanceur partant dans les rangs mineurs, c'est comme lanceur de relève que le gaucher Oberholtzer fait ses débuts dans le baseball majeur avec Houston le 21 avril 2013 face aux Indians de Cleveland. Il effectue 10 départs et trois apparitions en relève pour Houston en 2013 et, en 71 manches et deux tiers lancées, maintient une brillante moyenne de points mérités de 2,76. Il remporte 4 victoires contre 5 défaites. Le 31 mai 2013, il remporte sa première victoire dans les majeures après avoir blanchi les Orioles de Baltimore et les avoir limité à 3 coups sûrs en 7 manches.
La saison 2014, passée dans la rotation de lanceurs partants des Astros, est plus difficile : en 24 départs, Oberholtzer encaisse 13 défaites contre 5 victoires et sa moyenne de points mérités s'élève à 4,39 en 143 manches et deux tiers lancées.

### Phillies de Philadelphie
Oberholtzer est échangé aux Phillies de Philadelphie le 12 décembre 2015 avec les lanceurs droitiers Vincent Velasquez, Mark Appel, Harold Arauz et Thomas Eshelman. En retour, les Astros obtiennent le releveur droitier Ken Giles et le joueur d'arrêt-court Jonathan Arauz.

### Angels de Los Angeles
Oberholtzer partage la saison 2016 entre les Phillies de Philadelphie et les Angels de Los Angeles, ces derniers le réclamant au ballottage le 9 août 2016.